# Lehen (Krummennaab)
Der Weiler Lehen ist ein Gemeindeteil der Gemeinde Krummennaab im Landkreis Tirschenreuth in der Oberpfalz.

## Lage
Lehen liegt etwa einen Kilometer östlich des Hauptortes der Gemeinde auf der linken, östlichen Seite des Tals des Heinbachs. Die Bahnstrecke Weiden–Oberkotzau verläuft in unmittelbarer Nähe des Ortes. Von Krummennaab sowie dem südlich gelegenen Trautenberg aus ist es über eine Gemeindeverbindungsstraße erreichbar.

## Geschichte
In Lehen bestand eine Burg, die vermutlich von den Trautenbergern als Vorwerk angelegt wurde und an Verwandte sowie Nebenlinien der Familie als Lehen vergeben wurde, woher auch der Ortsname stammt. Im 15. Jahrhundert wurde das Gut Markgräflich-Brandenburgisches Lehen, 1573 fiel es an den Lehensherren zurück. 1828 erwarben es die Freiherren von Lindenfels, die bereits seit dem 17. Jahrhundert das nahegelegene Schloss Thumsenreuth besaßen. 
Am 1. Januar 1946 wurde Lehen, das vorher zu Reuth bei Erbendorf gehört hatte, nach Krummennaab eingemeindet.
Die Burg existiert heute nicht mehr, der Burgstall wird in der Bayerischen Denkmalliste unter der Aktennummer D-3-6138-0005 als Bodendenkmal geführt.